# 1937年世界乒乓球锦标赛
1937年世界乒乓球锦标赛是第十一届世界乒乓球锦标赛，于1937年2月1日至7日在奥地利巴登举行。这是巴登第二次主办世界乒乓球锦标赛。

## 赛果

### 团体
| 项目                | 金牌                                                               | 银牌                                                                                      | 铜牌                                                                                                  |
| 男子团体 斯韦思林杯 | 美国 · Abe Berenbaum · 巴迪·布拉特纳 · 詹姆斯·麦克卢尔 · 索尔·希夫 | 匈牙利 · 鲍尔瑙·维克托 · 拜拉克·拉斯洛 · Istvan Lovaszy · 绍什·费伦茨 · 绍鲍多什·米克洛什 | 捷克斯洛伐克 · 米洛斯拉夫·哈姆尔 · 斯坦尼斯拉夫·科拉日 · Pavel Löwy · 阿道夫·什拉尔 · 博胡米尔·瓦尼亚 |
| 女子团体 考比伦杯   | 美国 · 露丝·阿伦斯 · Emily Fuller · Dolores Kuenz · Jessie Purves  | 德意志國 · Hilde Bussmann · Astrid Hobohm-Krebsbach · Annemarie Schulz                    | 捷克斯洛伐克 · 弗拉斯塔·德佩特里索娃 · 玛丽·克特内罗娃 · Podhajecka · 薇拉·沃特鲁布佐娃               |

### 单项
| 项目     | 金牌                                    | 银牌                                | 铜牌                                    |
| 男子单打 | 理查德·伯格曼                           | Alojzy Ehrlich                      | 汉斯·哈廷格                             |
| 男子单打 | 理查德·伯格曼                           | Alojzy Ehrlich                      | 绍什·费伦茨                             |
| 女子单打 | 露丝·阿伦斯 格特鲁德·普里齐             | 露丝·阿伦斯 格特鲁德·普里齐         | 玛丽·克特内罗娃                         |
| 女子单打 | 露丝·阿伦斯 格特鲁德·普里齐             | 露丝·阿伦斯 格特鲁德·普里齐         | Hilde Bussmann                          |
| 男子双打 | 巴迪·布拉特纳 詹姆斯·麦克卢尔           | 理查德·伯格曼 Helmut Goebel         | 米洛斯拉夫·哈姆尔 František Hanec Pivec |
| 男子双打 | 巴迪·布拉特纳 詹姆斯·麦克卢尔           | 理查德·伯格曼 Helmut Goebel         | 阿道夫·什拉尔 瓦茨拉夫·特雷巴           |
| 女子双打 | 弗拉斯塔·德佩特里索娃 薇拉·沃特鲁布佐娃 | Margaret Osborne Wendy Woodhead     | Lillian Hutchings Stefanie Werle        |
| 女子双打 | 弗拉斯塔·德佩特里索娃 薇拉·沃特鲁布佐娃 | Margaret Osborne Wendy Woodhead     | 玛丽·克特内罗娃 Annemarie Schulz        |
| 混合双打 | 博胡米尔·瓦尼亚 薇拉·沃特鲁布佐娃       | 斯坦尼斯拉夫·科拉日 玛丽·克特内罗娃 | Geza Eros 安杰莉卡·罗泽亚努             |
| 混合双打 | 博胡米尔·瓦尼亚 薇拉·沃特鲁布佐娃       | 斯坦尼斯拉夫·科拉日 玛丽·克特内罗娃 | Abe Berenbaum Emily Fuller              |